# Peyremale
Peyremale település Franciaországban, Gard megyében. Lakosainak száma 272 fő (2022. január 1.). Peyremale Malbosc, Bessèges, Bordezac, Chambon, Portes és Robiac-Rochessadoule községekkel határos.

## Népesség
A település népességének változása:
| Lakosok száma | 371  | 274  | 273  | 273  | 290  | 287  | 285  | 280  | 277  | 272  |
|               | 1968 | 1982 | 1990 | 2006 | 2013 | 2015 | 2017 | 2019 | 2020 | 2022 |